# Тогрул-бек

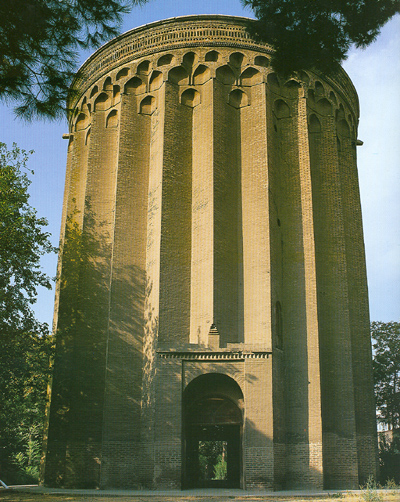
Вежа XII століття, побудована в пам'ять про Тогрул-Бека

Тогрул-бек (букв. Князь-сокіл, туркм. Togrul beg перс. رکنالدین طغرلبک بن سلجوق / Rukn-e-Dīn Togrul-bek ben Seljūq, тур. Tuğrul Bey, повне ім'я — Рукн ад-Даула ва-д-Дін Абу Таліб Мухаммад Тогрул-бек ібн Мікаїл) (близько 990 — 4 вересня 1063) — син голови огузького племені киник Мікаїла, онук Сельджука, потім глава племінного союзу огузів, засновник і перший правитель династії Сельджукидів, який захопив територію нинішньої Туреччини, Ірану та Іраку (у 1055 ним був узятий Багдад).

## Життєпис
Разом зі своїм братом Чагри-беком очолював сельджуцьке об'єднання кочових огузів (туркмен). Спочатку служив у війську тюркської держави Караханідів, після розгрому якого закріпився в Хорезмі. Звідти у 1028 здійснив завоювання Мерва і Нішапура, де у 1038 був коронований султаном. На цей час його держава включала в себе також Бухару, Балх і Газні.
У 1040 році в битві при Данданакані Тогрул-бек розгромив військо султана Масуда Газневі; між 1040 і 1055 завоював Хорезм, більшу частину Ірану, Азербайджан, Ірак; у 1049 почав завоювання Вірменії. У 1055 році захопив Багдад і до 1058 року правив Іраком. Аббасидський халіф аль-Каїм був змушений надати Тогрул-беку титул султана, а потім - «царя Сходу і Заходу».
Вежа XII століття, побудована в пам'ять про Тогрул-Бека - яскравий приклад сельджуцької архітектури.